# Newhalf

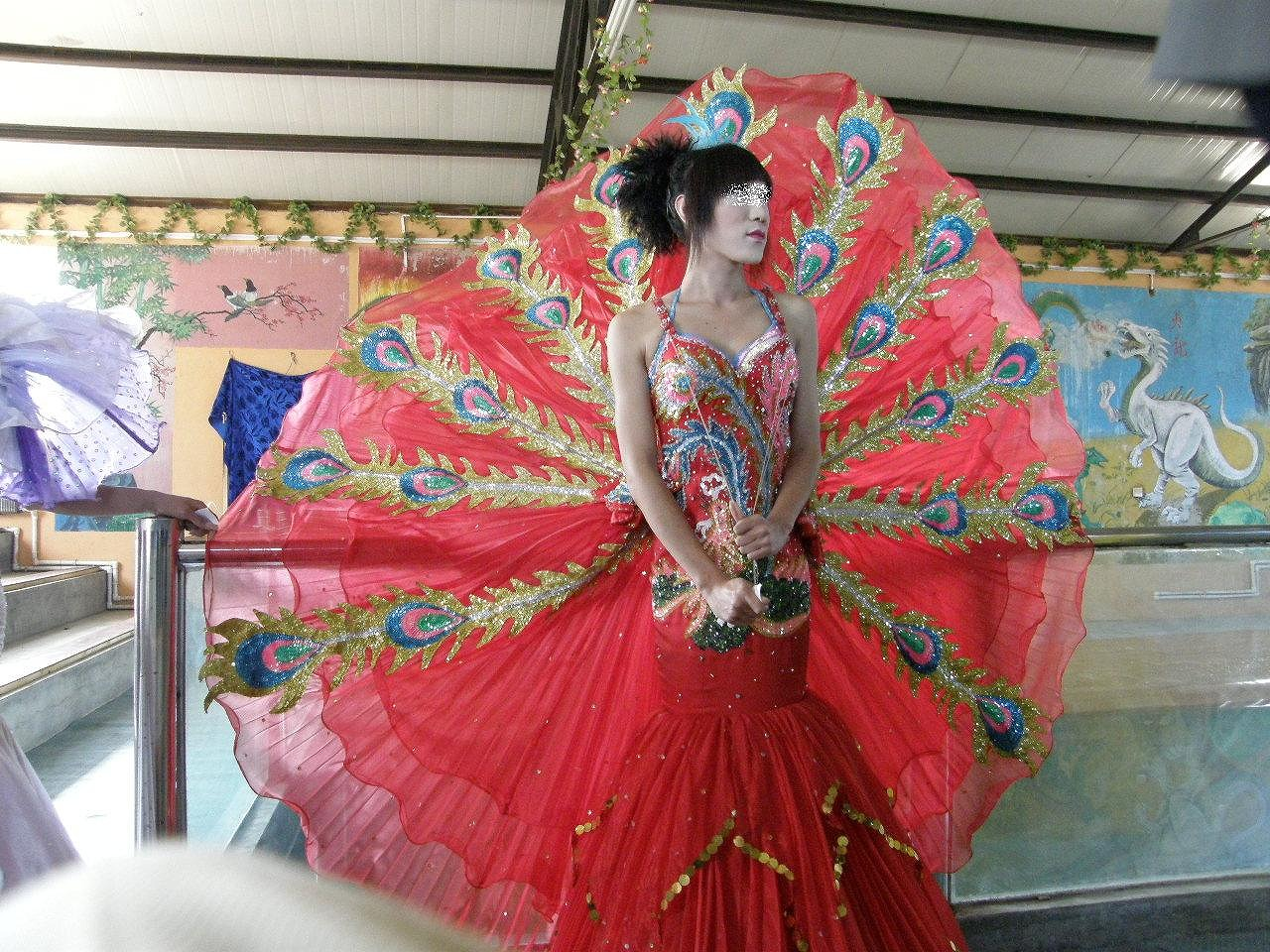
Zdjęcie newhalf wykonane w Chinach

Newhalf (jap. ニューハーフ, nyūhāfu; pol. dosł. nowa połowa, inny zapis: new-half, new half) – unikalny japoński termin używany głównie w kręgach komercyjnych w odniesieniu do osób, które urodziły się jako mężczyźni, ale ubierają się i zachowują jak kobiety (ekspresja płci).
Termin ten jest unikalny dla Japonii i nie jest używany na arenie międzynarodowej.
Słowo „newhalf” opisujące transseksualizm stało się terminem używanym wyłącznie wśród osób zaangażowanych w świat komercyjny, od klubów, rozrywki dla dorosłych i szerokiej gamy innych form rozrywki; jest to japońskie słowo, które stało się powszechnie znane, gdy zostało użyte jako termin reklamowy dla transseksualnej modelki, piosenkarki i aktorki Rumiko Matsubary, która zadebiutowała w 1981 roku.

## Feminizacja
Cechy płciowe „newhalf” mogą różnić się w zależności od osoby. Wśród tych osób dominują wartości komercyjne i z tej perspektywy czasami pożądane jest zachowanie penisa i feminizacja innych cech fizycznych. Wraz ze wzrostem autoekspresji otokonoko i transwestytów niektórzy newhalf, w przeciwieństwie do pierwotnej definicji transseksualistów, noszą kobiecy wygląd i ubrania, ale zachowują wszystkie swoje męskie cechy fizyczne.
Według ankiety przeprowadzonej przez pisarza Tomohito Hatano status fizyczny pracowników seksualnych przedstawia się następująco: 3% stwierdziło, że przeszło „operację zmiany płci w celu usunięcia penisa i jąder”; 14% „ma penisa, ale poddało się operacji usunięcia jądra i zaczęło przyjmować żeńskie hormony”; 51% „ma penisa i jądra oraz bierze żeńskie hormony”; 31% „nigdy nie przyjmowało żeńskich hormonów”; a 1% „nie było pewnych”.